# Odontocerum albicorne
Odontocerum albicorne is een schietmot uit de familie Odontoceridae. De soort komt voor in het Palearctisch gebied. De soort is voor het eerst beschreven door Giovanni Antonio Scopoli in 1763 .

## Kenmerken
Imagines hebben een vleugellengte van 13 tot 18 mm. De antennes zijn langer dan de voorvleugel. De vliegtijd is juni tot september in de middag en avond .

## Habitat
Odontocerum albicorne maakt zijn nest van zandkorrels en wordt gevonden in snelstromende rivieren met keien .

## Voorkomen
De soort komt bijna overal in Europa voor, met uitzondering van het Scandinavisch Schiereiland (wel zuid-Zweden), IJsland en de zuidelijke Balkan . 